# Tetrahidrokannabinol
A tetrahidrokannabinol  (THC, Δ9-THC, Δ9-tetrahidrokannabinol, delta-9-tetrahidrokannabinol), 
(INN: tetrahydrocannabinol), növényekben, például a kannabiszban előforduló fitokannabinoid. Bár a THC névvel elsősorban a marihuána fő pszichoaktív hatóanyagát jelölik, ez összességében a Δ9-THC, Δ8-THC és THCV együttes, a kenderben több mint 20 féle tetrahidrokannabinol található. Elsőként Raphael Mechoulam és Yechiel Gaoni izolálta az izraeli Weizmann Institute-ban 1964-ben.
Tiszta formában hidegen szilárd, üvegszerű, melegítve viszkózus és ragacsos anyag. A  THC nagyon kis mértékben oldódik vízben, de jól oldódik a legtöbb szerves oldószerben, így  etanolban és  hexánban is.
A nikotinhoz és a koffeinhez hasonlóan a THC-nek valószínűleg az a szerepe a növényben, hogy megvédje azt a kártevőktől és a kórokozóktól. Ezen kívül a THC-nak magas UV-B- (280-315 nm) abszorpciója is van, ami a káros sugárzásoktól védi a növényt.

## Hatásai
A THC farmakológiai hatása az agyban található CB1 kannabinoid receptorokhoz való kapcsolódás eredménye. Ezen receptorok jelenléte vezette a kutatókat arra a következtetésre, hogy az emberi szervezet maga is termel kannaboidokat, s így fedezték fel többek között az anandamidot.
Ezen kívül a THC a antidepresszánsként is hat, a szerotonin nevű ingerületátvivő anyagra  hatva, valószínűleg a visszavételét gátolva, és ennek köszönhető az eufória is. (Szelektív szerotoninvisszavétel-gátlók).
Rák: A THC-ről már az 1970-es években kimutatták, hogy képes megállítani a tumorok növekedését. A napjainkban folyó kutatások a kémcsőben, elő szövetekben, valamint állati modellekben azt az eredményt mutatják, hogy a THC több, egymástól eltérő mechanizmus segítségével harcol a rák különböző típusai ellen. Képes meggátolni a rákos sejtek burjánzását, invázióját, az áttétképződést, a daganatok vérképzését és a test kannabinoid receptorai segítségével programozott sejthalált okoz rákos sejtekben, míg az egészséges sejteket sértetlenül hagyja. Ezeket az eredményeket eddig csak kis számú humán klinikai vizsgálat támasztja alá, de a jelenleg folyó vizsgálatok áttörő eredményeket hozhatnak.
Egy veterán rákkutató, Donald Tashkin, a maga nemében legnagyobb kontrollált tanulmányban azt találta, hogy a THC-dús kannabisz napi szívása csökkenést eredményezett a rákos esetek kialakulásában, az általános nemdohányzó népességhez viszonyítva. Gondoljuk át; bármilyen anyag elszívása rákot okoz, mivel az égés során benzopyrene keletkezik, de a THC egy elég erős antiproliferatív (sejtszaporodást gátló) szer ahhoz, hogy megakadályozza a füst okozta rák kialakulását. Érdekes tény: Bármely szerves anyag égetésével benzopyrene keletkezik. Ez azt jelenti, hogy a grill, a pirítós és még a grillezett zöldségek is okozhatnak rákot.

### Túladagolás
A Merck-index szerint a THC LD50 értéke (szezámolajban oldva) szájon át 1270 mg/kg hím patkányoknál és 730 mg/kg nőstény patkányok esetében. Ezen adatok egy 68 kg tömegű emberre vetítve 86, illetve 50 grammnak felelnek meg férfi, illetve nő esetében. Ez 1-1,8 kilogramm kendervirágzat megevésével egyenértékű 5%-os, átlagosnak mondható THC-tartalommal számolva.
A THC a légzőszerveken keresztül is bejuttatható a szervezetbe. Patkányokon végzett kísérletek azt mutatják, hogy az ily módon bevitt THC LD50 értéke 42 mg testtömegkilogrammonként.
Fontos megjegyezni, hogy az állatokon végzett kísérletek eredményei nem alkalmazhatóak minden további nélkül az emberre, hiszen az ember idegrendszere különbözik a patkányétól. Nincsenek források THC-mérgezéses emberi halálesetről.

## Szintetikus THC
A Marinol a Unimed Pharmaceuticals vállalat bejegyzett védjegye, amely egy szintetikus Δ9-tetrahidrokannabinol (dronabinol) tartalmú gyógyszerkészítmény, amely a hatóanyagot zselékapszulában, szezámolajban feloldva tartalmazza. Receptre kapható Marinol néven, többek között az Amerikai Egyesült Államokban, Németországban és Hollandiában.
A Marinolt az Egyesült Államokban sikeresen használták AIDS-betegeknél fellépő anorexia, valamint kemoterápiás kezeléseknél fellépő hányinger és hányás ellen.
A Marinol az egyetlen FDA (Amerikai Gyógyszerhatóság) által jóváhagyott kannabinoid, amelyet súlyveszteség ellen, étvágygerjesztőnek szoktak felírni, elsősorban AIDS betegséggel élő, kemoterápiában részesülő és gyomor-bypass betegeknek. A Sativex  nevű szájsprayhez hasonlítható, melyet a szklerózis multiplex okozta neuropátiás fájdalmakra írnak fel Kanadában és az Egyesült Államokban 2006-óta. Különbség, hogy a Sativex természetes kannabisz-kivonatot tartalmaz. A Marinolt szedő páciensek 80%-a a HIV pozitivitással kapcsolatos súlycsökkentés ellen, 10% rák miatti kemoterápiás kezelés során az émelygés és hányinger enyhítésére, 5-10% egyéb tünetekre szedi. A Marinol éves eladási mennyiségét 20 millió dollárra becsülik.

### A szintetikus THC-tartalmú Dronabinol túladagolási tünetei
- álmosság
- túlzott jókedv
- megnövekedett érzékelési képességek
- megváltozott időérzékelés
- vörös szemek
- gyors szívverés
- a testen kívüliség érzése
- hangulati ingadozások
- vizelési nehézség
- székrekedés
- csökkent mozgáskoordináció
- nagyfokú fáradtság
- nehézség abban, hogy egyértelműen és világosan beszéljen az egyén
- fekvő helyzetből túl gyors felegyenesedés esetén szédülés vagy ájulás[6]

### Összehasonlítás az orvosi kannabisszal
Akik szerint a Marinolból hiányoznak a kannabisz gyógyászatilag előnyös bizonyos tulajdonságai, úgy érvelnek, hogy a kannabisz több mint 66 kannabinoidot tartalmaz, amelyek együttes hatása különböző betegségek kezelésében hatékonyabb lehet, mint egyedül a THC-é (dronabinolé). Példaként hozható fel a kannabidiol (CBD), a kannabisz nem pszichoaktív hatóanyaga, amelynek fájdalomcsillapító, görcsoldó, szorongáscsökkentő, antipszichotikus, hányingercsökkentő, és a reumás ízületi gyulladás elleni hatásait, illetve a szklerózis multiplex tüneteinek enyhítését klinikai tanulmányok bizonyítják. A kannabisz hatóanyagai közé tartozik még például a kannabikromén (CBC), amelynek gyulladáscsökkentő hatása ismert.
Az elszívott vagy vaporizált (egy készülék segítségével füst nélkül gőzzé alakított) kannabisz pár percével szemben a Marinolnak több mint egy órára van szüksége a teljes hatás kifejtésére. A Marinol rossz vízoldékonysága és az orális adagolás miatt a dózis 10-20%-a kerül csak a véráramba, a hatás kialakulása lassú, a vérplazma koncentráció maximuma csak 2-4 óra után alakul ki.  A Marinol laboratóriumi előállítása jóval költségesebb, mint a természetes kannabiszé. Egy havi adag a leggyakoribb indikációra, a HIV pozitív emberek súlyveszteségének megállítására havi átlag 200 dollárba kerülhet, de az egészség biztosítási fedezetek miatt (ami az illegálisan vásárolt kannabisz mögött nincs), illetve a kannabisz elszívott mennyiségének különbségei miatt az összehasonlítás nehezen kivitelezhető.
Vannak betegek, akik arra panaszkodnak, hogy a Marinol előre meghatározott dózisai túl intenzívek a számukra. A Marinol a marihuánához hasonló pszichoaktív hatásokat okozza, amit egyes kliensek mellékhatásként élhetnek meg (szorongás, "betépés", eufória, furcsa gondolatok stb.). A tanulmányok szerint a páciensek egy harmada élt meg ilyen mellékhatásokat, de nagyon kevesen voltak, akik emiatt abbahagyták a gyógyszer szedését. Az adag csökkentése nyújthat megoldás a mellékhatások enyhítésére.
A Journal of Psychoactive Drugs 1998 április-júniusi számában szereplő kivonat szerint az „egészségügyi szakértők semmi jelét nem tapasztalták „receptvadászatnak” vagy orvosok lefizetéseknek azon páciensek körében, akiknek a dronabinolt felírták”. A szerzők végkövetkeztetése szerint a Marinol visszaélés szempontjából alacsony potenciálú.

### Szabályozásának története
1986-os kereskedelmi forgalombahozatalakor a szezámolajba és a lágy zselatinkapszulákba zárt szintetikus Dronabinol az Ellenőrzött anyagok törvényének (Controlled Substances Act) II. jegyzékére került, azok közé a szerek közé, „amelyek orvosilag alkalmazhatóak, de magas abúzus potenciállal rendelkeznek”. A forgalmazó később a Kábítószerügyi Szakhatósághoz  (DEA) fordult, hogy sorolják át a gyógyszert a III. jegyzékbe, amely enyhébb korlátozásokat szab az orvosi felhasználás során (például mennyiségi korlátozást).
1999-ben a dronabinolt átsorolták az Ellenőrzött anyagok törvényének (Controlled Substances Act) II. jegyzékéből a III. jegyzékbe, arra hivatkozva, hogy a THC kisebb visszaélési potenciával rendelkezik, mint az LSD, kokain, és a heroin. Ez az újraosztályozás részben a 2002-es „a kannabisz újraosztályozásáért az Egyesült Államokban” petíció alapján történt, melyben Jon Gettman megjegyezte: „A kannabisz egy természetes forrása a dronabinolnak (THC), ami a Marinol™ összetevője, mely pedig egy III. jegyzékbeli szer. Semmi ok nincsen arra, hogy a kannabiszt egy korlátozóbb kategóriába soroljuk, mint a Marinol™-t.
Az Egészségügyi Világszervezet (WHO) Drogfüggőség Szakértői Bizottsága 33. értekezletén javasolta a tetrahidrokannabinolnak az 1971-es Egyezmény IV. jegyzékbe történő áthelyezését, hivatkozva a szer orvosi felhasználására és alacsony visszaélési potenciáljára. Ez áthelyezné a THC-t az egyezmény szerinti legkevésbé szigorúan kontrollált osztályába.
Az ENSZ Kábítószerügyi Bizottságának (CND) 50. ülésén (Bécs, március 12-16.) az Egészségügyi Világszervezet (WHO) Szakértői Bizottsága a CND számára megfogalmazott ajánlásában arra kérte a tagállamokat, hogy helyezzék át a Marinol hatóanyagát a dronabinolt az 1971-es Pszichotróp Anyagokról szóló Egyezmény II. listájából a III. listába. Ez a lépés azzal járt volna, hogy a dronabinol orvosi felhasználása előtt szélesebb lehetőségek nyíltak volna. A javaslat ellen többek között az Egyesült Államok és Magyarország tiltakozott. A javaslatot végül nem fogadták el.

## Külső hivatkozások
- marinol.com Archiválva 2008. augusztus 1-i dátummal a Wayback Machine-ben
- National Academy of Sciences, Institute of Medicine. 1999. Marijuana and Medicine: Assessing the Science Base. National Academy Press: Washington, DC. p.
- Marinol jobb, mint a gyógyászati marihuána? Vita a Marinolról Pro-kontra módon
- WHO: Questions and answers regarding the dronabinol recommendations
- Sárosi Péter: CND 2007 – A TASZ munkatársának beszámolója a Kábítószerügyi Bizottság 50. üléséről. Drogriporter